# Benediction (Film)
Benediction (engl. für „Segen“) ist ein Kriegsdrama von Terence Davies, das im September 2021 beim Toronto International Film Festival seine Premiere feierte. In der Filmbiografie über Siegfried Sassoon ist Jack Lowden in der Rolle des britischen Dichters und Erzählers zu sehen, der als älterer Mann von Peter Capaldi gespielt wird.

## Handlung
Die Filmbiografie erzählt in nonlinearer Form das Leben des britischen Dichters Siegfried Sassoon vom Jahr 1914 bis in die 1960er-Jahre. Immer wieder werden auch Gedichte von Sassoon in die Handlung und die Dialoge eingeflochten.
Im Sommer 1914 lebt der aus wohlhabender Familie kommende, junge Dichter Siegfried Sassoon in London. Eines Abends besucht er mit seinem jüngeren Bruder Hamo eine Aufführung von Strawinskys Le Sacre du printemps des Ballets Russes. Wenige Tage später ziehen die jungen Männer in den Ersten Weltkrieg. Während sein Bruder Hamo fällt, kehrt Siegfried nach Hause zurück, nachdem er eine Reihe von Männern auf dem Schlachtfeld retten konnte. Für seine Tapferkeit wird ihm ein Ehrenkreuz verliehen, aber ihn plagt eine große Wut über die Zustände. Er schreibt einen Brief an seinen Kommandanten, in dem er politische Fehlentscheidungen und Lügen kritisiert, die für den sinnlosen Tod unzähliger Soldaten sorgen würden. Seine pazifistischen Äußerungen, in denen er sich gegen eine Fortsetzung des Krieges ausspricht, könnten im Extremfall zu einer Hinrichtung führen.
In Anbetracht dieser Gefahr sorgen einflussreiche Freunde dafür, dass er statt eines Prozesses für psychisch krank und damit nicht mehr kriegsverwendungsfähig erklärt wird – entgegen seines Wunsches, da er seine Kritik am Krieg gerne öffentlich üben würde. Er wird im Craiglockhart War Hospital bei Edinburgh untergebracht, wo er sich mit dem verständnisvollen Psychiater Dr. Rivers und dem ebenfalls dort untergebrachten Dichter Wilfred Owen anfreundet. Er und Owen inspirieren sich gegenseitig zu Gedichten, in denen sie das Grauen des Krieges ausdrücken, und erleben eine intime Freundschaft. Später kehren beide wieder in den aktiven Kriegsdienst zurück. Während Wilfred Owen fällt, überlebt Siegfried eine schwere Kriegsverletzung.
Nach dem Kriegsende ist Siegfried Sassoon ein berühmter Dichter geworden und gern gesehener Gast auf Feiern der britischen Oberschicht. Trotz seines nach außen hin angenehmen Lebens plagen Sassoon weiterhin Erinnerungen an den Ersten Weltkrieg. Im Verlaufe der 1920er- und 1930er-Jahre führt er mehr oder weniger geheime homosexuelle Beziehungen, darunter mit dem Film- und Bühnenstar Ivor Novello sowie dem aus aristokratischer Familie kommenden Salonlöwen Stephen Tennant aus der Gruppe der Bright Young Things. Sassoons Versuch, mit einem anderen Mann eine längerfristige und liebevolle Beziehung aufzubauen, scheitert. Sein Streben nach künstlerischer Perfektion in einer Welt der Gebrauchskunst sowie seine Traumata aus dem Ersten Weltkrieg können von Novello und Tennant nicht nachvollzogen werden.
Nach seinen enttäuschenden Beziehungen mit Männern heiratet Siegfried im Jahr 1933 Hester Gatty, und sie werden Eltern eines Sohnes namens George. Auch die Ehe bringt Sassoon nicht das erhoffte Glück, sein Verhalten gegenüber Hester ist schon bald von großer Distanz und Lieblosigkeit geprägt. Als älterer Mann lebt Siegfried weitgehend zurückgezogen außerhalb von London. Er ist melancholisch und verbittert, ihn plagen immer noch Erinnerungen an den Krieg. Als der zuvor narzisstische, nunmehr gealterte Stephen Tennant ihn aufsucht und ihm von seiner Einsamkeit berichtet, hat Siegfried dafür nur Spott übrig. Siegfried konvertiert im Alter auch in die römisch-katholische Kirche, immer auf der Suche nach einem dauerhaften Glück für sein Leben.

## Biografisches

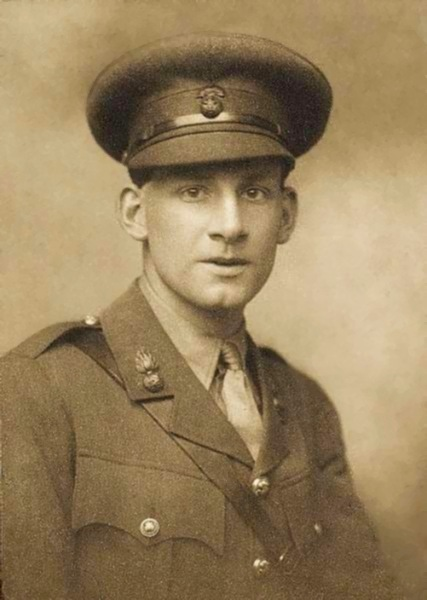
Im Mai 1915 kam Siegfried Sassoon als Offizier der Royal Welsh Fusiliers nach Frankreich

Der später als Dichter und Erzähler bekanntgewordene Brite Siegfried Sassoon entstammte väterlicherseits der angesehenen jüdischen Kaufmannsfamilie Sassoon, seine Mutter Theresa Thornycroft stammte aus einer anglokatholischen Künstlerfamilie. Er wuchs in einer ländlichen neugotischen Villa auf, die zuvor dem Künstler Harrison Weir gehört hatte.
Zwischen 1905 und 1907 studierte er Jura und Geschichte am  Clare College in Cambridge. Nachdem er dieses ohne Abschluss verlassen hatte, lebte er von einem Einkommen, das er aus Vermögen bezog, bei seiner Mutter in Kent. Im August 1914 meldete er sich freiwillig zum Kriegseinsatz und kam im Mai 1915 als Offizier der Royal Welsh Fusiliers nach Frankreich. Dort freundete er sich mit Robert Graves an, der seine Liebe zur Lyrik teilte. Im Juli 1916 wurde er mit dem Military Cross, der höchsten Tapferkeitsauszeichnungen der Britischen Armee, ausgezeichnet.
Sassoon wurde auch für seine Kriegsgedichte bekannt, die ihm zu seiner Zeit und danach öffentliche und kritische Anerkennung einbrachten. So veröffentlichte Edward Marsh im Jahr 1917 in der Sammlung Georgian Poetry Sassoons Gedichte. Im Dezember 1933 heiratete er, obwohl homosexuell, Hester Gatty. Aus der Ehe ging ein Sohn hervor. Von Mitgliedern der Aristokratie sowie von Stars der Londoner Literatur- und Bühnenwelt verehrt, ging Sassoon Affären mit mehreren Männern ein.

## Produktion

### Stab und Besetzung

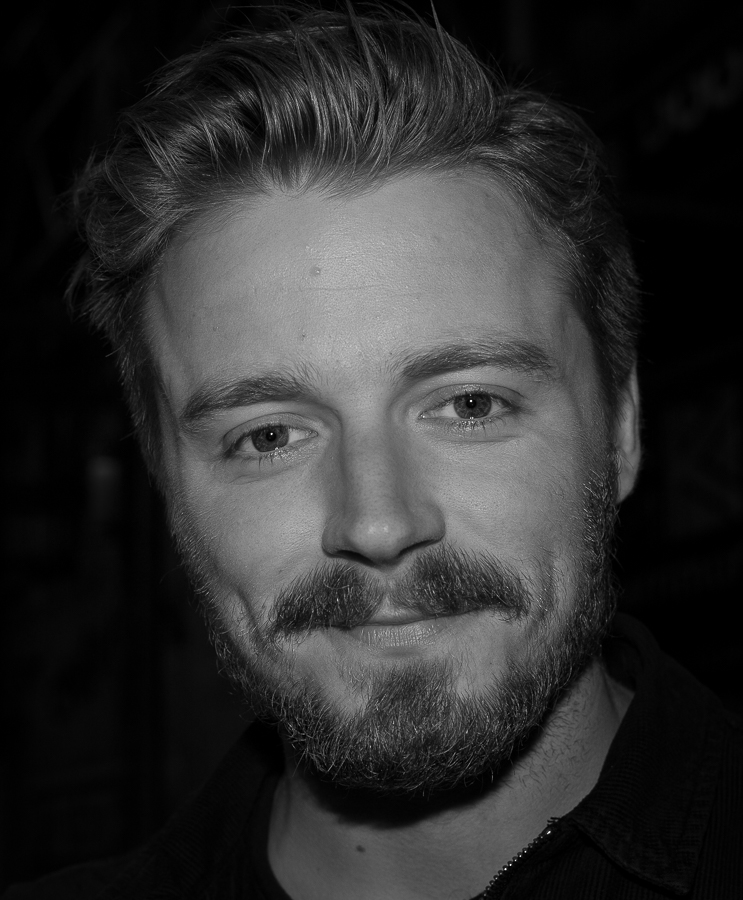
Der Brite Jack Lowden spielt im Film Siegfried Sassoon

Regie führte Terence Davies, der auch das Drehbuch schrieb. Der Regisseur, selbst schwul, verwendete für den Film auch Material aus den Archiven des Imperial War Museum und der BBC-Dokuserie The Great War aus dem Jahr 1964. Der 75-jährige Davies äußerte nach der Premiere von Benediction, dass er diesen für seinen bisher besten Film hält.
Der Brite Jack Lowden spielt im Film in der Hauptrolle Sassoon. Peter Capaldi verkörpert diesen als älteren Mann. In weiteren Rollen sind Simon Russell Beale, Geraldine James, Kate Phillips, Gemma Jones, Anton Lesser, Jeremy Irvine, Ben Daniels, Lia Williams, Jude Akuwudike, Suzanne Bertish und Calam Lynch zu sehen.

### Dreharbeiten
Die Dreharbeiten wurden im Sommer 2020 begonnen. Unter anderem drehte man in Leamington Spa und ab Mitte Oktober 2020 in der Kleinstadt Willenhall in der Nähe von Wolverhampton. Ende Oktober 2020 wurden die Dreharbeiten nach Aufnahmen an weiteren Orten in den West Midlands beendet. Als Kamerafrau fungierte Nicola Daley.

### Veröffentlichung
Die Premiere erfolgte am 12. September 2021 beim Toronto International Film Festival. Im September 2021 wurde er auch beim San Sebastián International Film Festival vorgestellt. Mitte Oktober 2021 erfolgten Vorstellungen beim London Film Festival und beim Film Fest Gent. Im März 2022 wurde er beim Glasgow Film Festival gezeigt. Ende April 2022 wurde er beim San Francisco International Film Festival gezeigt, im Mai 2022 beim Chicago Critics Film Festival. Der Start in Irland erfolgt am 20. Mai 2022. Am 3. Juni 2022 kam der Film in ausgewählte US-Kinos. Ende Juni 2022 wird er beim Filmfest München gezeigt.

## Rezeption

### Kritiken
Der Film konnte bislang 93 Prozent der bei Rotten Tomatoes aufgeführten Kritiker überzeugen bei einer durchschnittlichen Bewertung mit 8,1 von 10 möglichen Punkten. Auf Metacritic erhielt der Film einen Metascore von 81 von 100 möglichen Punkten.
David Ehrlich von IndieWire schreibt, Terence Davies habe mit Benediction ein weiteres spektakuläres und furchtbar trauriges Biopic geschaffen, das sich wie die Arbeit von jemandem anfühlt, der seine Seele auf der Leinwand entblößt. Dieser Film über Siegfried Sassoon sei mit Abstand sein kitschigster Film, damit aber auch einer seiner witzigsten mit all den hochgeborenen Dandys, die über Revelle scherzen und beim Ragtime die Nase rümpfen, Menschen, die eher hochmütig kichern als lachen, weil die Kontrolle über ihre eigenen Gefühle das einzige ist, das sie untereinander schätzen. Je deutlicher Siegfried zum Stellvertreter seines Regisseurs wird, desto schwieriger werde es, die Gründe für seine seelische Krise auszumachen, ob er nun wegen persönlicher Verluste, wie dem von Wilfred, oder wegen eines größeren existentiellen Traumas durch das im Krieg Erlebte in diese geraten ist. Wahrscheinlich sei es eine Kombination dieser und mehrerer anderer Faktoren, die am Ende alle untrennbar miteinander verbunden sind.
Für Mark Kermode für The Guardian ist Benediction eine „kunstvolle Sassoon-Filmbiografie voller unerfüllter Sehnsüchte“. Jack Lowden sei „perfekt besetzt“ und trotz einiger witzig-beißender Dialoge strahle der Film eine Traurigkeit in der endlosen Suche nach der titelgebenden Benediction (Segnung) aus. Die Filme von Davies hätten stets persönliche Merkmale gehabt, und Sassoons Biografie mit dessen unterdrückter Homosexualität und seiner Konvertierung zum Katholizismus würde zwei autobiografische Themen von Davies aufgreifen.

### Auszeichnungen
Der Film befand sich in einer Vorauswahl für den Europäischen Filmpreis 2022. Im Folgenden eine Auswahl von Auszeichnungen und Nominierungen:
British Independent Film Awards 2021
- Nominierung für das Beste Drehbuch (Terence Davies)
- Nominierung für die Besten Kostüme (Annie Symons)[21]

Dorian Awards 2023
- Nominierung als Bester LGBTQ-Film
- Nominierung als Bester unbeachteter Film[22]

Dublin International Film Festival 2022
- Auszeichnung für das Beste Drehbuch (Terence Davies)[23]

Filmfest München 2022
- Nominierung im Wettbewerb Cinemasters[16]

San Sebastián International Film Festival 2021
- Nominierung im Wettbewerb
- Auszeichnung für das Beste Drehbuch (Terence Davies)[24][25]